# Constel·lació del Linx
El Linx (Lynx) és una constel·lació de l'hemisferi nord, es troba entre les constel·lacions del Cotxer, la Girafa, l'Ossa Major, el Lleó Menor i el Cranc. Està formada per estels de poca lluminositat i esparsos. L'estel principal de la constel·lació és l'Alfa del Linx (α Lyncis), amb una magnitud aparent de +3.12.

## Característiques destacables

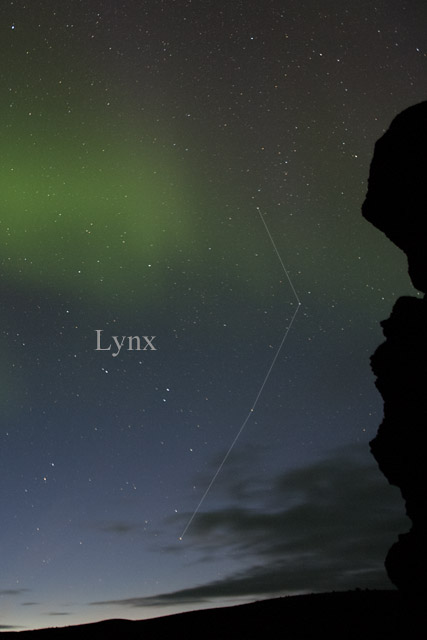
Constel·lació de Lynx (el Lince)

L'estrella més brillant de la constel·lació és, amb magnitud 3,14, α Lyncis, l'única que té assignada una lletra grega de Bayer. Distant 203 anys llum de la Terra, és una gegant taronja de tipus espectral K6III la lluminositat del qual —considerant una important quantitat d'energia emesa com radiació infraroja— és 673 vegades superior a la lluminositat solar.
El segueix en brillant 38 Lyncis, estrella blanca de la seqüència principal de tipus A1V, acompanyada per una altra estrella de tipus A4V, la qual és, al seu torn, una binària propera; a més la component principal és una binària eclipsant el període orbital del qual és de 2,00 dies.
El tercer astre més brillant, 10 Ursae Majoris, originalment va ser adscrit a la Óssa Major; no obstant això, amb els límits moderns de les constel·lacions establerts a la dècada de 1920, l'estrella finalment va quedar integrada dins Lince. És una binària espectroscòpica composta per una estrella de tipus F5V i una nana taronja de tipus K0V el període orbital del qual és de 21,057 anys.
El segueix en brillant 31 Lyncis, oficialment anomenada Alsciaukat, una gegant taronja de tipus K4III lleugerament variable. 53 vegades més gran que el Sol, té una lluminositat 782 vegades més gran que la nostra estrella.
Una altra estrella de la constel·lació, 6 Lyncis, és una subgegant ataronjada de tipus K0IV que té un planeta extrasolar la massa del qual és almenys 2,01 vegades més gran que la de Júpiter.
Stribor (HD 75898) és una altra estrella on s'ha descobert un planeta amb una massa mínima 2,71 vegades més gran que la de Júpiter.
A Lynx hi ha almenys sis estrelles que contenen sistemes planetaris: a més de 6 Lyncis i Stribor, els planetes dels quals s'han descobert pel mètode Doppler, s'han trobat planetes extrasolars a XO-2, XO-4, XO-5 i WASP-13 —denominada Gloas—, detectats pel seu trànsit per davant de l'estrella.
Entre les variables en la constel·lació, R Lyncis és una variable Mira i una estrella de tipus S la brillantor del qual varia entre magnitud 7,2 i 14,3 al llarg dun període de 378,75 dies. T Lyncis, també variable Mira, és una estrella de carboni de tipus C7,1e_MS2.
Igualment és una estrella de carboni la variable semiregular Y Lyncis, objecte d'interès entre els astrònoms aficionats.
D'altra banda, 2 Lyncis és una binària eclipsant la component principal de la qual és una estrella blanca de la seqüència principal de tipus A2V que té un període orbital de 2,245 anys.
J0917+46 és un sistema que conté la nana blanca coneguda de menor massa. Té 0,17 masses solars, aproximadament 1/3 de la massa habitual per a aquest tipus d'estrelles, i la seva existència és conseqüència de la pèrdua de massa estel·lar cap a una companya propera que també és una nana blanca.

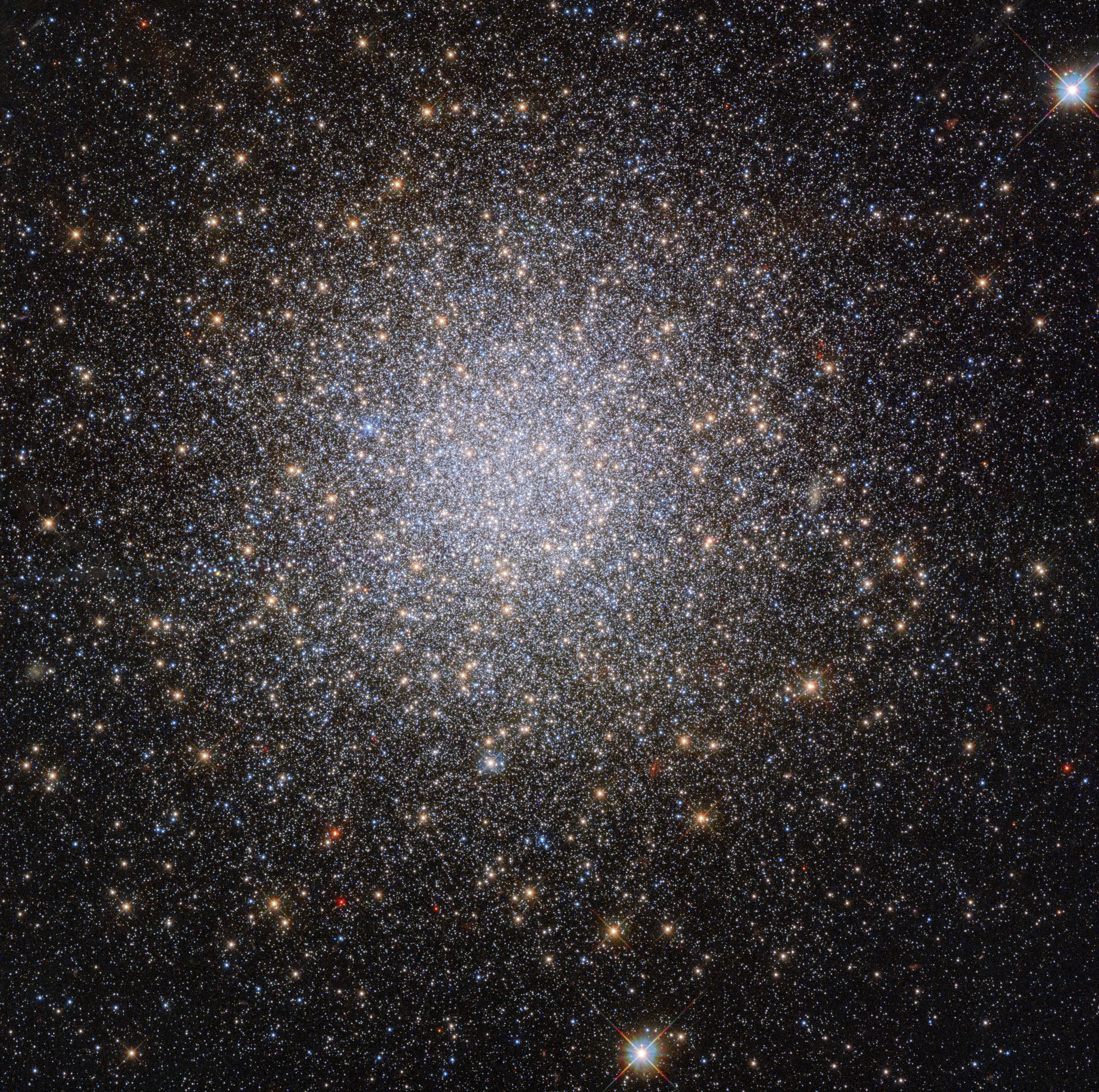
Cúmul globular NGC 2419, un dels més massius que existeixen

Entre els objectes de cel profund cal esmentar a NGC 2419, un cúmul globular molt distant: es troba a 300.000 anys llum tant del sistema solar com del centre galàctic. És molt vell, amb una edat aproximada de 12.000 milions d'anys, i extremadament pobre en metalls ([Fe/H] = -2,1). Es creu que va poder haver-se format en la galàxia Nana de Sagitari per després ser capturat per la Via Làctia.
D'altra banda, NGC 2683 és una galàxia espiral sense barra situada a 25 milions d'anys llum, més petita i menys lluminosa que la Via Làctia. Té molt poc hidrogen neutre i la seva baixa lluminositat en l'infraroig suggereix una baixa taxa de formació estel·lar.
NGC 2770 és una galàxia espiral barrada, de propietats semblants a la nostra galàxia, on s'han observat tres supernoves de tipus Ib (SN 1999eh, SN 2007uy i SN 2008D).
Una altra galàxia de la constel·lació és NGC 2537, catalogada com a galàxia nana compacta blava a causa de la gran quantitat de cúmuls d'estrelles joves, que li confereixen una tonalitat blavosa. Es caracteritza per una component estel·lar subjacent —el·líptica, suau i de baixa brillantor superficial— sobre el qual se superposen diversos nusos irregulars de formació estel·lar.

## Història
Aquesta constel·lació va ser creada per l'astrònom polonès Johannes Hevelius (1611 – 1687) a la seva obra Prodromus Astronomiae, datada el 1687 i publicada pòstumament per la seva esposa l'any 1690. Sobre el nom, Hevelius va comentar que calia tenir la vista d'un linx per veure-la. En tractar-se d'una constel·lació de creació moderna, no hi ha llegendes ni mitologia associades amb ella.
Els límits d'aquesta constel·lació han canviat amb el curs del temps i la nomenclatura estel·lar es presta, potser, a confusió: 10 Uma, per exemple, és a Lynx i el seu nom correspon a Ursa Major, al revés del que passa amb 41 Lyn.

## Estrelles principals

### α Lyncis
Una sola estrella de Lynx té una lletra grega en la nomenclatura de Bayer: α Lyncis és lògicament l'estrella més brillant de la constel·lació (magnitud aparent 3,14). Situada a 220 anys llum del nostre sistema solar, és una gegant vermella 210 vegades més lluminosa que el nostre Sol i 54,5 vegades més gran.

## Altres estrelles
La constel·lació de Lynx només té una estrella amb nom propi i que no consta a la nomenclatura de Bayer: Alsciaukat (31 Lyncis), d'origen àrab significa espina, de magnitud 4,25. Es tracta de la cinquena estrella més brillant de la constel·lació. És quasi idèntica a α Lyncis.

### Taula de les estrelles
| Estrella            | Magnitud aparent | Magnitud absoluta | Distància (anys llum) | Tipus espectral |
| ------------------- | ---------------- | ----------------- | --------------------- | --------------- |
| α Lyn               | 3,14             | -1,02             | 222                   | M0IIIvar        |
| 38 Lyn              | 3,82             | 0,96              | 122                   | A1V             |
| 10 UMa              | 3,96             | 2,88              | 54                    | F5V             |
| HR 3579             | 3,96             | 2,88              | 54                    | F5V             |
| Alsciaukat (31 Lyn) | 4,25             | -1,13             | 389                   | K5III           |
| 15 Lyn              | 4,35             | 0,76              | 170                   | G5III-IV        |
| UZ Lyn              | 4,44             | 1,14              | 149                   | A2Vs            |
| HR 3612             | 4,56             | -2,03             | 678                   | G8Ib-II         |
| 21 Lyn              | 4,61             | 0,20              | 249                   | A1V             |
| 27 Lyn              | 4,78             | 0,65              | 218                   | A2V             |
| HR 3809             | 4,81             | 0,58              | 229                   | K0III           |
| 12 Lyn              | 4,86             | 0,63              | 229                   | A3V             |
| 16 Lyn              | 4,90             | 0,71              | 225                   | A2Vn            |
| 24 Lyn              | 4,93             | 0,62              | 237                   | A3IVn           |
| HR 2751             | 5,00             | 0,20              | 297                   | A4IIIn          |
| UW Lyn              | 5,01             | -1,28             | 590                   | M3III           |
| 35 Lyn              | 5,15             | 0,53              | 274                   | K0III           |
| HR 2999             | 5,15             | 0,15              | 327                   | M3III           |
| 18 Lyn              | 5,20             | 1,34              | 193                   | K2III           |
| 5 Lyn               | 5,21             | -1,39             | 682                   | K4III           |
| 42 Lyn              | 5,28             | 2,36              | 125                   | F0V             |
| 36 Lyn              | 5,30             | -0,92             | 573                   | B9IIIMNp        |
| HR 2969             | 5,31             | -1,32             | 690                   | A0IIIn          |
| 14 Lyn              | 5,34             | -0,31             | 441                   | G4III...        |
| 13 Lyn              | 5,34             | 1,32              | 208                   | K0III           |
| 22 Lyn              | 5,35             | 3,86              | 65                    | F6V             |
| 34 Lyn              | 5,35             | 1,64              | 180                   | G0IV            |
| UY Lyn              | 5,46             | -1,41             | 773                   | M3III           |
| 26 Lyn              | 5,47             | -0,49             | 508                   | K4III           |

N.B. : els valors numèrics provenen de les dades mesurades pel satèl·lit Hiparc

## Objectes de l'espai profund
NGC 2419: És un cúmul globular, objecte de l'espai profund més notable de la constel·lació del Linx, també anomenat Caldwell 25, que va ser descobert l'any 1788 per l'astrònom William Herschel (1738 - 1822). Es troba a una distància d'uns 300.000 anys llum de la Terra, molt més lluny que les galàxies satel·lit de la nostra Via Làctia, els Núvols de Magalhães, que són a uns 160.000 anys llum. Degut a aquesta gran distància ès molt tènue, la seva magnitud aparent és de +10,4, i al contrar ique d'altres cúmuls, els seus estels no es poden resoldre. Els científics suposen que es podria tractar d'un romanent d'una petita galàxia que va ser capturada per la Via Làctia.
NGC 2683: És una galàxia que es troba a uns 25 milions d'anys llum de nosaltres que va ser descoberta per William Herschel l'any 1788. Sembla que es tracta d'una galàxia espiral barrada, degut a la seva disposició, no es pot determinar directament.

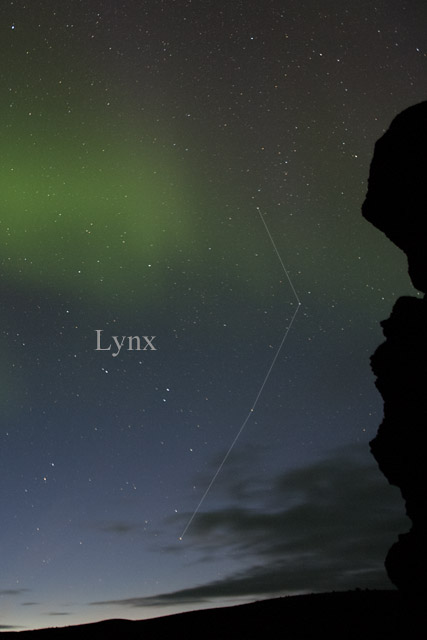
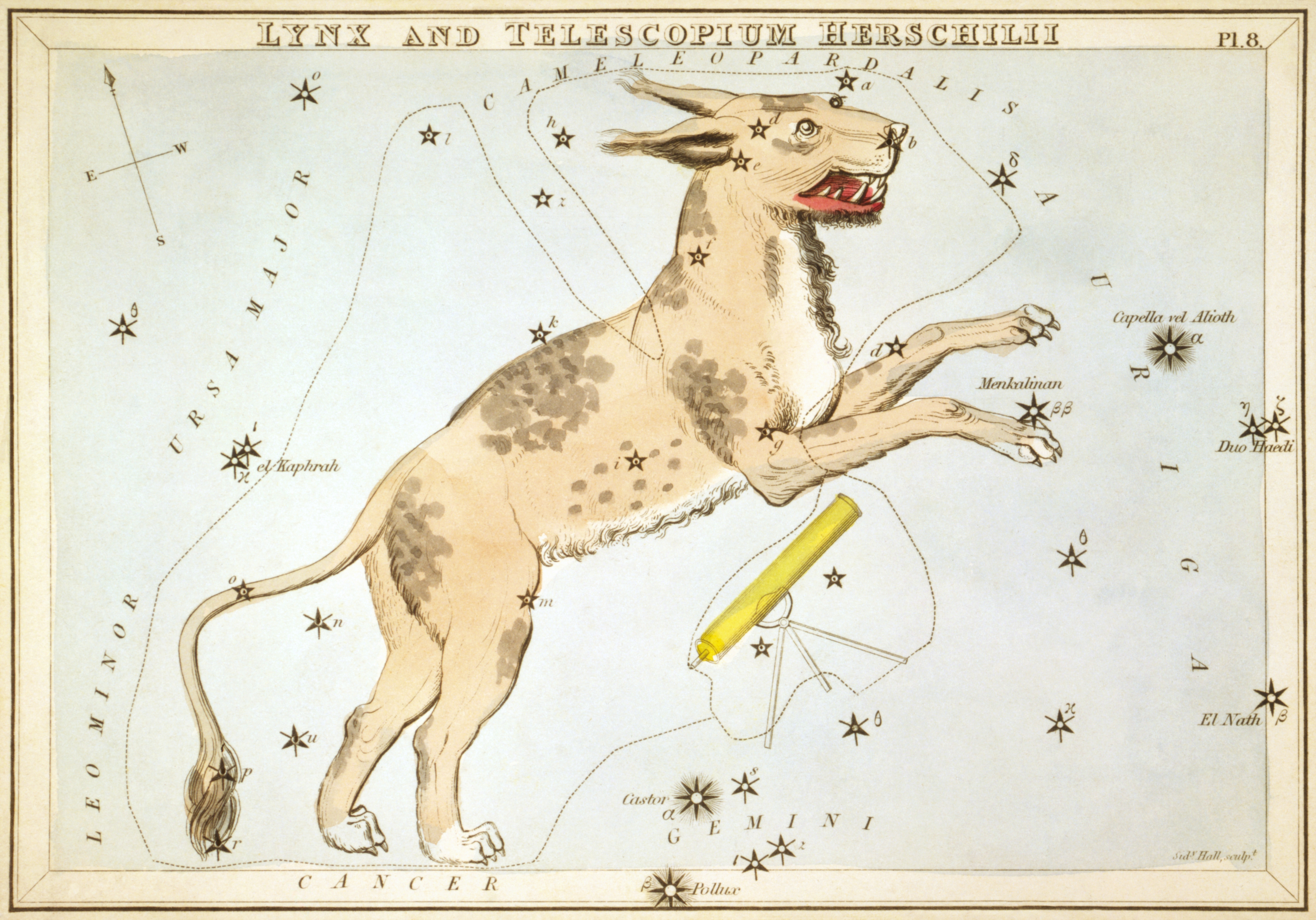